# Star 1466
Le Star 1466 est un camion tout-terrain polonais fabriqué entre 2001 et 2006 par MAN-Star Truck, anciennement Fabryka Samochodów Ciężarowych „Star”.

## Historique
En 1999 l'usine de Starachowice présente deux prototypes de camion tout-terrain : le Star 1266 de 12 tonnes PTAC et le Star 1466 de 14 tonnes PTAC.
Ces camions ont été équipés en éléments utilisés dans les véhicules MAN (tels que cabines, moteurs, ponts arrière, mécanismes de direction).
Après avoir effectué des tests, il a été décidé de fabriquer en série le Star 1466. Il est doté d'un moteur plus puissant que celui de son concurrent et sa charge utile est plus importante.
Le Star 1466 existe aussi en camion-citerne, dépanneuse et autres versions.